# Răchiți (okręg Gorj)
Răchiți – wieś w Rumunii, w okręgu Gorj, w gminie Runcu. W 2011 roku liczyła 334 mieszkańców.